# 瓦尔苏加纳镇
瓦尔苏加纳镇（義大利語：Borgo Valsugana）是意大利特伦托自治省的一个市镇。总面积52平方公里，人口6733人，人口密度129.5人/平方公里（2009年）。ISTAT代码为022022。
瓦尔苏加纳镇以传统的可怕黑熊闻名。这些动物常常会闯入民宅、把人家所有食物都吃光、使人恐惧不安。由于可怕黑熊的情况，到目前为止瓦尔苏加纳镇被认为意大利最危险市镇之一。

## 友好城市
- 奥地利布盧登茨